# Galeodes simplex
Espèce
Galeodes simplex est une espèce de solifuges de la famille des Galeodidae.

## Distribution
Cette espèce est endémique de Tunisie.

## Description
Le mâle mesure 20 mm et la femelle 25 mm.

## Publication originale
- (de) Carl Friedrich Roewer, « Solifuga, Palpigrada », dans Dr. H.G. Bronn's Klassen und Ordnungen des Thier-Reichs, wissenschaftlich dargestellt in Wort und Bild, vol. 5 : Arthropoda, Leipzig, Akademische Verlagsgesellschaft M. B. H., 1934 (lire en ligne), p. 1-723.